# Antonio Rodrigo Torrijos
Antonio Rodrigo Torrijos és un sindicalista espanyol, fundador de Comissions Obreres en la clandestinitat que posteriorment s'integraria en el partit polític Esquerra Unida. Des de l'any 2003 fins a 2007, participa en el govern municipal de Sevilla com 5è tinent d'alcalde. En el mandat següent (2007-2011) va ocupar el càrrec de Primer Tinent d'Alcalde, en virtut del Pacte per la Majoria Social de Sevilla, subscrit per Esquerra Unida i el PSOE.
Actualment, és el portaveu del grup municipal d'Esquerra Unida a l'Ajuntament de Sevilla.

## Trajectòria política i sindical
Professional de la Sanitat, ATS-DUE en especialitat de Psiquiatria, va ser cofundador de Comissions Obreres des de la clandestinitat i primer Secretari General de la Federació Estatal de Sanitat. Igualment, va ocupar el lloc de Secretari General de la Unió Provincial de Comissions Obreres de Sevilla en el període comprès entre 1981 i 1996, abans de passar a l'activitat política i al Sector Crític de Comissions Obreres. En 1987 va encapçalar per Sevilla la Candidatura a les Eleccions Europees pel Partit dels Treballadors d'Espanya-Unitat Comunista (escissió del PCE creat per Santiago Carrillo).
Ha pertangut a tots els màxims òrgans de la direcció del Sindicat i és membre de la Direcció Federal del PCE. Forma part del Comitè Central del PCA i de la Direcció Provincial i Local d'aquest Partit, integrat en Esquerra Unida, formant-ne part dels òrgans de direcció tant federal com regional, provincial o local.
En els seus anys de participació en el govern municipal de la ciutat de Sevilla, Torrijos ha ostentat la Primera Tinença d'Alcaldia de l'Ajuntament de Sevilla i ha estat Delegat d'Infraestructures per a la Sostenibilitat, Relacions Institucionals, Delegat del Distrito Sur i màxim responsable de l'Àrea Socioeconòmica de l'Ajuntament, (que comprèn les Delegacions d'Infraestructures per a la Sostenibilitat, Joventut i Esports, Participació Ciutadana i Economia i Ocupació), a més de desenvolupar les funcions de Portaveu del Grup Municipal d'Esquerra Unida.
Torrijos ha apostat per la transformació urbana de la ciutat, basada en el Pla General d'Ordenació Urbanística aprovat en 2006 amb una àmplia participació. Un dels seus majors assoliments ha estat l'impuls de la bicicleta com a mitjà de transport. En aquest sentit, s'ha produït un creixement a Sevilla dels usos diaris de la bicicleta per la implantació del carril bici (140 km fins al 2011) i del servei públic de lloguer de bicicletes, Sevici. Durant els seus anys de govern Torrijos ha prestat especial atenció a l'habitatge. En aquest temps s'han promogut gairebé 7.000 habitatges públics, a un terç del seu valor al mercat. En aquesta etapa, ha dirigit l'Oficina d'Atenció a l'Inquilí en Situació d'Abús (OTAINSA), un dispositiu municipal que ha gestionat habitatges socials per atendre casos de persones amb particulars condicions socioeconòmiques, que eren desnonades del seu habitatge per causes no imputables a elles mateixes. OTAINSA ha lliurat més de 120 habitatges, seguint els criteris fixats pel Consell Municipal de l'Habitatge, presidit per Torrijos.

## Polèmiques
El 22 d'octubre de 2010, la jutgessa Mercedes Alaya, que investiga el cas Mercasevilla —un escàndol de corrupció política a Andalusia— va publicar un acte en el qual informava que anava a cridar a declarar Torrijos perquè expliqués el seu interès per vendre el sòl d'aquest mercat majorista. Ja hi havia 18 imputats en aquest cas, entre ells Fernando Mellet, director de Mercasevilla. Una setmana després, Torrijos va publicar en el seu blog una fotografia del seu viatge a la Fira Europea del Marisc de Brussel·les (European SeaFood Exposition), a la qual va acudir a l'abril de 2008 acompanyat de Mellet i l'expresident de l'associació de majoristes d'aquest mercat, José María Morillo. En aquesta foto apareixien els tres homes amb cerveses a la mà davant una taula amb dues grans safates de marisc. L'objectiu de Torrijos en publicar aquesta fotografia era donar a conèixer que havia viatjat a Brussel·les al costat de lluna representació de Mercasevilla per establir contactes diplomàtics i empresarials amb altres grans comerciants internacionals. Però l'efecte va ser just el contrari a l'esperat: la premsa conservadora va retratar la foto de la mariscada com un acte impropi per a un sindicalista, sense descartar que el viatge a Brussel·les i el sopar no van ser pagats per empresaris de Mercasevilla sinó amb fons propis de l'entitat. La resposta de Torrijos va ser considerar normal que qualsevol persona pogués menjar marisc, sense importar la seva ideologia, alarmant-se d'una campanya de criminalització contra ell per part de la dreta política i mediàtica.
L'11 d'abril de 2011, Torrijos va ser imputat per presumptes irregularitats en la venda de sòl de Mercasevilla.